# Ďaleko je do neba
Ďaleko je do neba (en eslovac Lluny al cel) és una pel·lícula de Txecoslovàquia del 1972 rodada en eslovac i dirigida per Ján Lacko.

## Sinopsi
Una història de balades de la dècada del 1920, ambientada a l'eslovaca Kopanice. Un jove professor que torna de la captivitat russa obre una nova escola. Les seves opinions revolucionàries el posen en conflicte amb el ric terratinent que governa la seva família i tot el poble de manera feudal.

## Repartiment
- Ivan Rajniak 	 ... 	Krupa
- Július Pántik 	 ... 	Klenc
- Kveta Strazanová ... 	Katarína
- Viera Strnisková ... 	Klencová
- Vlado Durdík ... 	Peter
- Marta Raslová ... 	Kristína

## Guardons
Va obtenir premis locals als festivals de Plzeň i Trutnov de 1973. Fou seleccionada com a part de la secció oficial al Festival Internacional de Cinema de Sant Sebastià 1973.